# León Dujovne
León Dujovne (Ucrania, 15 de noviembre de 1898 - Buenos Aires, 16 de enero de 1984)   fue un escritor, filósofo, periodista y ensayista argentino.

## Biografía
La familia Dujovne, de origen asquenazí, tiene presencia en la Argentina principios del siglo XX.
León nació en la aldea de Kurilovich, cerca de la pequeña ciudad de Moguilev-Podolski (Óblast de Vínnitsa), en la frontera con Besarabia, por entonces parte del Imperio ruso. A la edad de un año emigró con sus padres a la Argentina.La familia se estableció en la Colonia Basavilbaso, provincia de Entre Ríos,una localidad que recibió muchos colonos judíos como parte del proyecto Jewish Colonization Association (JCA), fundado por Moritz von Hirsch auf Gereuth. Su hermano Israel y su sobrino Berardo Dujovne se dedicaron a la arquitectura. Su sobrino nieto es el economista Nicolás Dujovne, exministro de hacienda de Argentina.

### Formación
Realizó estudios en la Facultad de Filosofía y Letras de la Universidad de Buenos Aires donde se doctoró en Filosofía en 1928 con una tesis sobre «La epistemología de Mach y de Meyerson y sus relaciones con la filosofía moderna», publicada más tarde con el nombre La teoría de la ciencia, sus relaciones con la filosofía, que obtendría el premio Carlos Octavio Bunge.
Realizó igualmente estudios en la Facultad de Derecho de esa misma universidad, recibiendo el título de abogado en 1935.
Ese mismo año obtuvo el diploma de profesor de Fisiología e Higiene de la Facultad de Medicina de la Universidad de Buenos Aires.

### Actividad docente
- En la Facultad de Filosofía de la Universidad de Buenos Aires se desempeñó a diferentes niveles en las cátedras de: Lógica (1926), Introducción a la Filosofía (1928), Psicología II (1929), Epistemología (1934), Filosofía de la Historia y Filosofía moderna (de estas dos últimas, fue profesor titular entre 1956 y 1964, año en que se retiró para acogerse a la jubilación).

- En la Facultad de Derecho y Ciencias Sociales de la Universidad de Buenos Aires se desempeñó como profesor de la cátedra de Filosofía.

### Producción filosófica
La producción filosófica de León Dujovne puede dividirse en cuatro centros de interés principales:
La filosofía de la historia: Dujovne propone distinguir dos modos de operar en filosofía de la historia: como reflexión sobre el conocimiento histórico, y como reflexión sobre el desarrollo del acontecer histórico, tratando de percibir su sentido. Mientras que en el primer caso nos acercamos a la epistemología, en el segundo las conexiones más obvias se dan con la antropología y con las ciencias del hombre (especialmente la psicología y la sociología). Dujovne comprende que a veces los límites, en todos estos casos, se tornan difusos. Un problema específico de la filosofía de la historia que debe tenerse en cuenta es que a lo largo de la historia la imagen del hombre ha cambiado, y se han incorporado nuevos temas, como el de la técnica, que preocupa por igual al sociólogo, al antropólogo y al filósofo de la historia.
La filosofía de Spinoza: Un trabajo meticuloso en cuatro volúmenes expone la vida y la obra de Baruj Spinoza.
El judaísmo como cultura fue un tema recurrente en la obra de León Dujovne al cual consagra una Introducción a la historia de la filosofía judía. El rol del judaísmo en la cultura occidental, la concepción de la historia en la Biblia, el estado de Israel, los conflictos de este país con los países árabes, han sido objeto de numerosos textos. Pero más allá de esta preocupación, son temas de orden universal a los cuales apunta.
La filosofía argentina : Su escrito "Rasgos de ciento cincuenta años de pensamiento nacional" nos da la clave de su modo de acceder a una generalización conceptual con valor empírico sobre el debatido problema de la identidad filosófica argentina y por extensión latinoamericana. En este trabajo Dujovne ejemplifica la filosofía con tres pensadores que considera muy representativos: Rodolfo Rivarola, Alejandro Korn y José Ingenieros. Korn e Ingenieros son sin duda reputados como iniciadores de nuestra tradición y filósofos reconocidos (aunque sean criticados), en cambio Rivarola es una figura que se presenta mucho más opaca. Si Dujovne elige estos tres nombres, es por una razón que los aproxima más allá de estas diferencias; y esos rasgos son los que, considerados por él como propios de casi todos nuestros pensadores, aparecen en los tres de modo sobresaliente. Debe señalarse también su interés por el pensamiento de Sarmiento.

## Obras más importantes[2]
- La filosofía y las teorías científicas. La razón y lo irracional. Buenos Aires: Facultad de Filosofía y Letras, Instituto de Filosofía, 1930 (tesis de doctorado).
- La obra filosófica de José Ingenieros, prólogo de Alberto Gerchunoff. Buenos Aires: A. López Editor, 1930.
- La psicología sociológica de los valores. Buenos Aires: 1930 (tirada reducida, serie de artículos aparecidos antes en la revista Verbum del centro de estudios de Filosofía).
- Spinoza: su vida, su época, su obra, su influencia. Buenos Aires: Facultad de Filosofía y Letras, Instituto de Filosofía, Publicaciones de Monografías universitarias, Tomo VI, a cargo de Luis Juan Guerrero, 4 t, 1941, 1942 (t. 2: La época de Baruj Spinoza), 1943 (t.3: La obra de Baruj Spinoza) y 1945 (t. 4: La influencia de Baruj Spinoza).
- Psicología y filosofía de la persona. Buenos Aires: El Ateneo, 1946.
- Thomas Mann. Las ideas y los seres en su obra. Buenos Aires: El Ateneo, 1946.
- Introducción a la historia de la filosofía judía. Buenos Aires: Israel, 1949.
- La filosofía de la historia de Nietzsche a Toynbee. Buenos Aires: Ediciones Galatea-Nueva Visión (colección Ideas de Nuestro Tiempo, dirigida por León Dujovne), 1957.
- La filosofía de la historia en la Antigüedad y en la Edad Media. Buenos Aires: Ediciones Galatea-Nueva Visión (colección El Hombre, la Sociedad y la Historia, dirigida por León Dujovne), 1958.
- La filosofía de la historia desde el Renacimiento hasta el siglo XVIII. Buenos Aires: Nueva Visión, 1959.
- Teoría de los valores y filosofía de la historia. Buenos Aires: Paidós (Biblioteca filosófica), 1959-
- La filosofía del derecho de Hegel a Kelsen. Buenos Aires: Bibliográfica Omega, 1963.
- Martín Buber, sus ideas religiosas, filosóficas y sociales. Buenos Aires: Bibliográfica Omega, 1965.
- El pensamiento histórico de Benedetto Croce. Buenos Aires: Rueda Editor,1968
- La concepción de la historia en José Ortega y Gasset. Buenos Aires: Rueda Editor, 1968.
- El judaísmo como cultura. Buenos Aires: Ediciones Nueva Presencia, 1980.
- La filosofía de la Historia de Sarmiento, publicación póstuma, en homenaje al 20.o aniversario de su fallecimiento. Prólogo de Félix Gustavo Schuster y nota biográfica de Celina A. Lértora Mendoza. Buenos Aires: Universidad de Buenos Aires, Facultad de Filosofía y Letras, 2005.

## Artículos
- "La teoría de la ciencia de Meyerson", Síntesis n. 4, 1927: 81-91.
- "La filosofía de Meyerson. La ciencia y la realidad", Verbum (Revista del Centro de Estudiantes de Filosofía y Letras) 20, 1927: 104-129.
- "Spengler y el Socialismo", Síntesis 1, n. 8, 1928: 281-289-
- "Las más recientes comprobaciones de la física y sus proyecciones filosóficas", Sur 9, n. 54, 1929: 77-80.
- "Sociología de los valores", Verbum 22, n. 72 84-110; n- 73: 253-285: m- 74: 404-429.
- "La vida y la obra de Maimónides". Introducción a Maimónides (Moisés Ben Maimón) 1135- 1935, Bs. As., Sociedad Hebraica Argentina, 1935, p. 9-67.
- "El problema de la personalidad en Bergson", Logos 1, t. 1 y 2,1941-1942: 105-117.
- "Lucien Levy Brühl", Davar, n. 10, 1945: 48-60.
- "Prólogo" a B. Spinoza, Tratado teológico-político, traducción de Julián de Vergas y Antonio, Zozoya, Bs. As., Lautaro, 1946.
- "Julián S. Huxley", Davar n. 12, 1947: 47-54.
- "Harry Austryn Wolfson", Davar n. 17, 1948: 25-32.
- "Dubnowy su Historia Universal del Pueblo Judío', Davar n. 38-39,1952: 59-90.
- "Las ideas de Bergson sobre la historia y la política", Imago Mundi * n. 2, 1953: 56-63.
- "El conocimiento del hombre en el siglo XX", Comentario 1, n. 1, 1953: 522-57.
- "Martín Buber y el judaísmo", Comentario 1, n. 2, 1954: 39-53-
- "El pensamiento histórico de Croce", Imago Mundi n. 4, 1954: 3-25-
- "Las ideas filosóficas de Maimónides", Comentario 2, n. 5, 1954: 3-13.
- "El pensamiento histórico en el Antiguo Testamento", Imago Mundi 2, n. 9, 1955: 9-37.
- "Santayana, los judíos y Spinoza", Davar n. 57, 1955: 66-72
- "Las ideas filosóficas y morales de F.instein", Davar n. 61, 1955 : 124-154.
- "La idea de la naturaleza en la Biblia Hebraica", Davar n. 58, 1955: 29-55.
- "El pensamiento histórico de José Ortega y Gasset", Revista de la Universidad, 5a ép. 2, n. 2, 1957: 193-234.
- "Siete opiniones sobre la significación del humanismo en el mundo contemporáneo", Revista de la Universidad, 5a ép. 6, n. 3, 1961: 244-552.
- "E1 poeta en nuestro tiempo y el profeta", Coloquio de Buenos Aires, Bs. As. P.E.N. Club de la Argentina, 1962: 42-50.
- "Filosofía del derecho y filosofía de la historia", Notas de Filosofía del Derecho 1, n. 1, 1964: 3-7.
- "Spinoza o la religión fundada en la razón", Semanario Hebreo, 3-III-1977.

## Colaboración con el diarioLa Naciónde Buenos Aires.
Artículos en La Nación, de Buenos Aires.
- "Hans Driesch", 2-XII-1928.
- "Carlos Chaplin y Bergson", 10-11-1929.
- "El estudio de las culturas y la sociología", 3-III-1940.
- "El estudio de las culturas y la psicología de la historia", 14-IV-1940.
- "Las ideas y los seres en la obra de Thomas Mann", 15-IX-1940.
- "Ortega y Gasset y la razón histórica", 8-XII-1940.
- "Bergson o el discípulo de su propia filosofía", 9-II-1941.
- "Moral, religión y arte en la obra de Bergson", 9-III-1941.
- "Las novelas de iniciación en la obra de Thomas Mann", 11-1942.
- "Edgar Poe y su concepto de la creación poética", VII-l942.
- "La cosmogonía de Edgar Poe", VI1-1942.
- "Edgar Alian Poe y sus relaciones con el Renacimiento", 1 l-X-1942.
- "Copérnico, en el cuarto centenario de su muerte", V-1943.
- "Thomas Mann y Schopenhauer", 23-V-1943-
- "León Brunschvicg", 5-III-1944.
- "El tema de la muerte en Rilke", 10-VI-1944.
- "El tema de la muerte en Tolstoi", 21-1-1945.
- "Jan Christian Smuts" V-1945.
- “Platón y las ideas de nuestro tiempo", 11-1946.
- “Arnold Toynbee", IV-1948.
- “El origen de las civilizaciones según Toynbee", 30-V-1948.
- “Individuo y sociedad.
- “Las ideas de Toynbee sobre el crecimiento de las civilizaciones", 3-X-1948.
- “Las ideas de Toynbee sobre el destino de las civilizaciones", V-1949.
- “George Bernard Shaw", 14-1-51.
- “La doctrina de Northrop sobre la civilización", 8-IV-1951
- “Toynbee y el individuo en las sociedades que se desintegran", 6-1- 1952.
- “El existencialismo y su visión de la historia", 21-IX-1952.
- “Las ideas de Jaspers sobre el pasado y el porvenir de la humanidad", 19-IV-1953.
- “Las ideas filosóficas de Albert Einstein" 22-V-1955.
- “Albert Schweitzer, filósofo de la civilización", 14-VIII-1955.
- “El humanismo de Thomas Mann", 6-XI-1955-
- “Con Martín Buber en Jerusalén", 10-VI-1956.
- “Carlos Vaz Terrena", 1958.
- “A cien años de la muerte de Augusto Comte", 1958.
- “Alejandro Korn", 6-VI-1960.
- “Edmundo Husserl y la crisis de nuestro tiempo", 26-11-1961.
- “El filósofo y el profeta", 24-IX-1961.
- “Sarmiento y América", 3-XII-1962.
- “Arte y filosofía", 1 -XII-1963-
- “Teoría y práctica del arte en Martín Buber y Thomas Mann", 8-V- 1966.
- “Henri Bergson y la historia", 8-1-1967.
- “La concepción de la historia en Robín G. Collingwood", 11-II-1968.
- “Giambattista Vico: su tricentenario", 23-VI-1968.
- “Bertand Russell y la historia", 8-III-1970.
- “Vigencia de Bertrand Russell en su centenario", 14-V-1972.
- “José Ingenieros", 23-XI-1975-
- “Teorías sobre Europa", 12-XII-1976.
- “Baruj Spinoza. El tricentenario de su fallecimiento", 30-1-1977.
- “El idioma ladino en Israel", 18-VI-1978.
- “De Renán a Buber", 10-XII-1978.